# Castillo de Bjärsjölagård
El Castillo de Bjärsjölagård (en sueco: Bjärsjölagård slott) es una antigua mansión en el municipio de Sjöbo, Escania, Suecia.

## Historia
El edificio principal de 1766 y el ala norte de 1777 son en estilo de arquitectura Rococó. Fueron diseñados por el arquitecto Jean Eric Rehn (1717-1793). El ala sur data de 1812 y fue diseñada en Estilo Imperio. Desde 1958, la mansión ha funcionado como centro de conferencias y ha sido un lugar popular para la celebración de bodas y otras reuniones.